# The Standard (Kenya)
Pour les articles homonymes, voir The Standard.
The Standard est un journal kenyan et est le plus ancien journal du pays. Il appartient au Standard Group, groupe qui  gère également le Kenya Television Network (KTN),  la Radio Maisha et The Nairobian (un tabloïd hebdomadaire). Le journal est l'un des plus influents de l'Afrique de l'Est. 

## Histoire

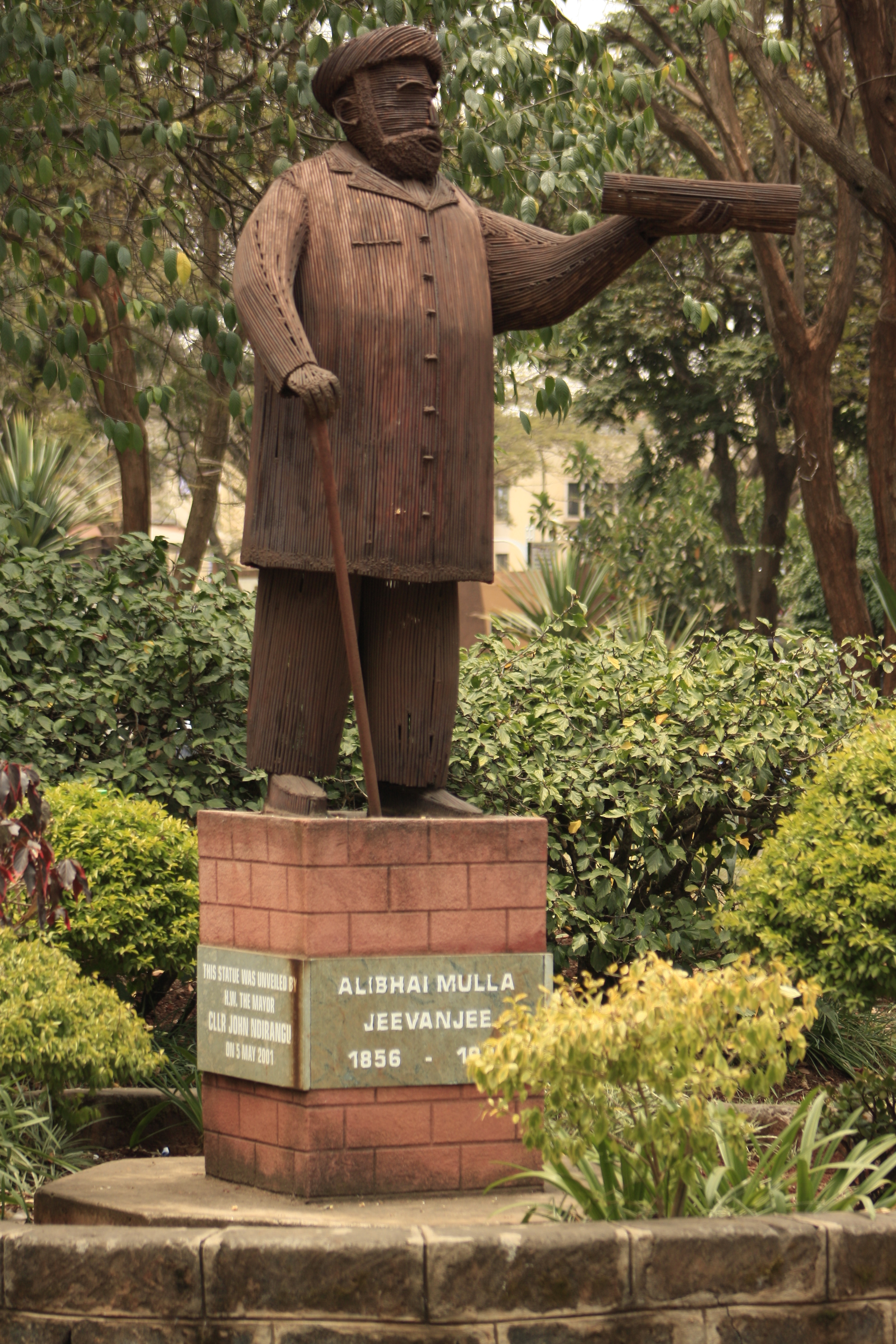
Statue d'Alibhai Mulla Jeevanjee, fondateur du journal, à Nairobi

Le journal a été créé sous le nom African Standard par Alibhai Mulla Jeevanjee, un homme d'affaires originaire des Indes britanniques, en 1902 et était un hebdomadaire. En 1905, Jeevanjee vendit le journal à Maia Anderson et Rudolf Franz Mayer, qui le renomèrent East African Standard. le journal est passé d'un format hebdomadaire à un format quotidien et a déplacé son siège de Mombasa à Nairobi en 1910. À l'époque, le journal publiait fréquemment des points de vue fortement colonialistes. Le groupe britannique Lonrho a acheté le journal en 1963, quelques mois seulement avant l'indépendance du Kenya. Le journal a alors été renommé The Standard en 1977, mais le nom East African Standard a été remis plus tard. Il a été vendu à des investisseurs kenyans en 1995. En 2004, le nom du journal est redevenu The Standard. Il est le principal rival du plus grand journal du Kenya, le Daily Nation et est l'un des journaux les plus influents de l'Afrique de l'Est.  

### Incursion par des hommes armés dans les locaux en 2006
Fin février 2006, The Standard a publié un article affirmant que le président Mwai Kibaki et l'homme politique représentant l'opposition, Kalonzo Musyoka avaient tenu des réunions secrètes. À 1:00, heure locale (2200 UTC), le 2 mars, des hommes masqués et armés d'AK-47 se sont introduits dans la rédaction de The Standard et de sa chaîne de télévision KTN. Ils ont donné des coups de pied et ont battu plusieurs membres du personnel, pris de force des ordinateurs et du matériel de transmission, brûlé tous les exemplaires de l'édition du 2 mars du journal et ont endommagé les presses. Dans les locaux de KTN, ils ont coupé l’électricité, mettant la station de transmission hors service. Initialement, le ministre kenyan de l'information a affirmé n'avoir aucune connaissance du raid mais à finalement révélé que la police kenyane était responsable et a déclaré que l'incursion visait à protéger la sécurité de l'État. "Si vous secouez un serpent, vous devez être prêt à être mordu", a déclaré John Michuki. Trois journalistes de The Standard, arrêtés après la publication de l'article critique, ont été libérés le 2 mars sous caution de 50 000 shillings kenyans (soit 692 $),,.